# Pesto

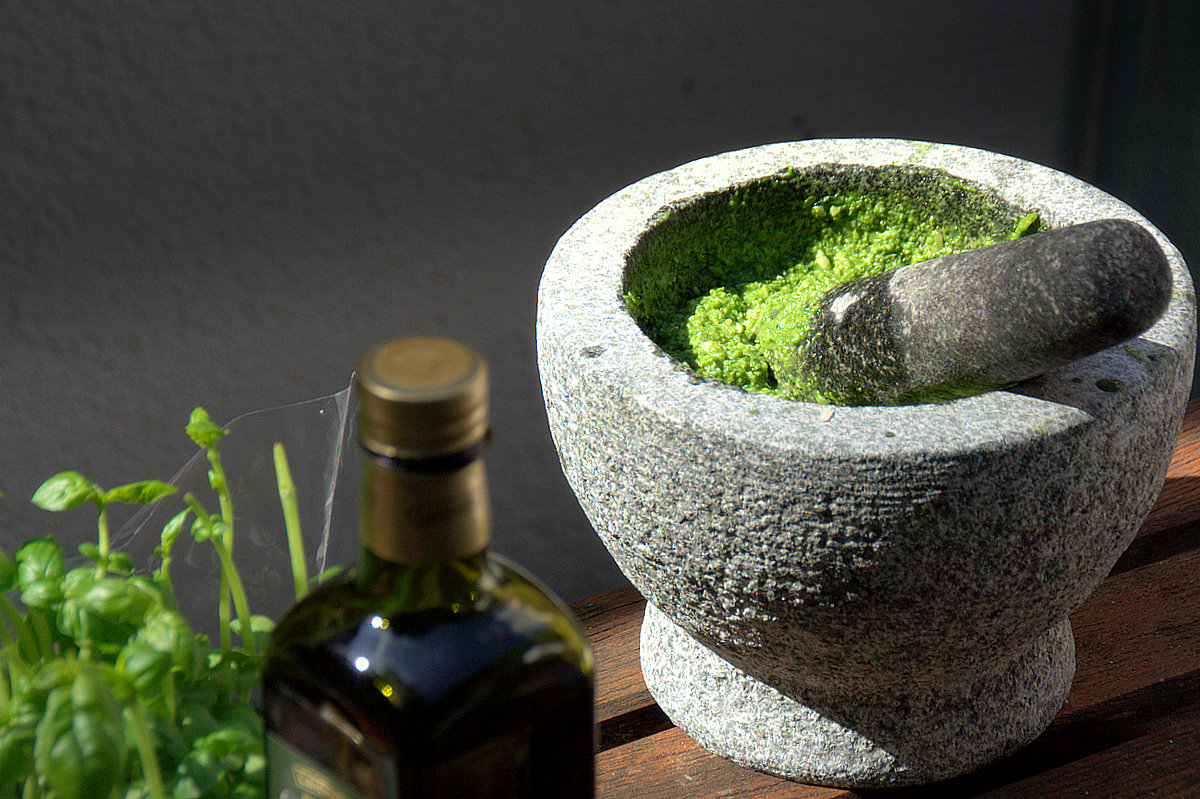
Zubereitung von Pesto im Mörser

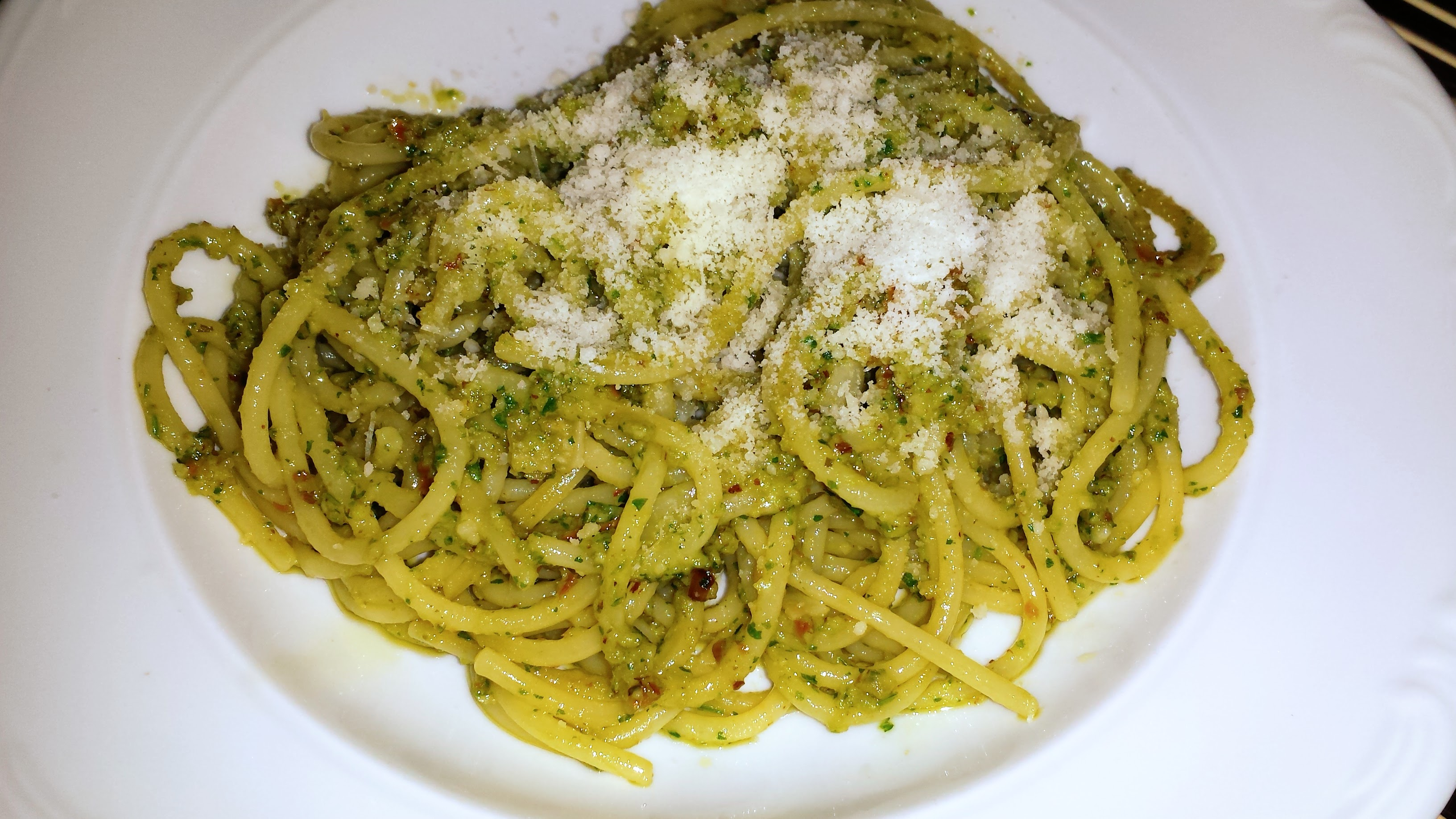
Spaghetti mit Pesto alla Genovese

Pesto (von italienisch pestare, „zerstampfen“) ist eine ungekochte Paste, die in der italienischen Küche meist mit Nudeln vermischt gereicht wird. Die bekannteste Version davon ist der Pesto genovese.

## Geschichte

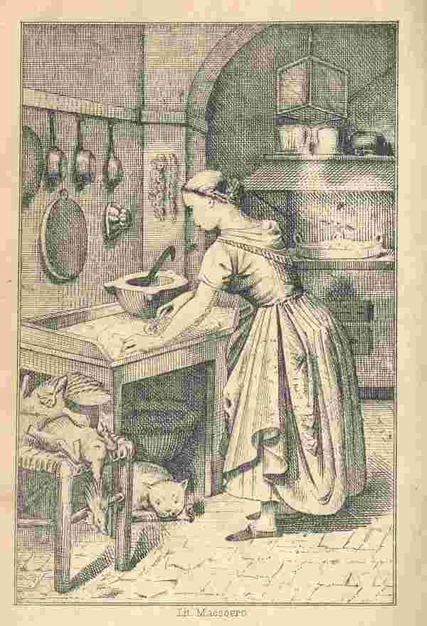
Frontispiz des Buches La cuciniera genovese von Giovanni Battista Ratto (1877)

Der traditionelle Pesto stammt aus Ligurien und wurde dort offenbar Mitte 1863 erstmals wie folgt dokumentiert:

“Prendete uno spicchio d’aglio, basilico (baxaicö) o in mancanza di questo maggiorana e prezzemolo, formaggio olandese e parmigiano grattugiati e mescolati insieme e dei pignoli e pestate il tutto in mortaio con poco burro finchè sia ridotto in pasta. Scioglietelo quindi con olio fine in abbondanza. Con questo battuto si condiscono le lasagne e i gnocchi (troffie), unendovi un po' di acqua calda senza sale per renderlo più liquido.”

„Man nimmt eine Knoblauchzehe, Basilikum (falls nicht vorhanden: Majoran und Petersilie), geriebenen holländischen Käse und Parmesan sowie Pinienkerne und zerreibt alles zusammen mit wenig Butter in einem Mörser, bis ein Brei entstanden ist. Diesen vermischt man anschließend mit reichlich Olivenöl. Mit dieser Mischung werden Lasagne und Gnocchi (Troffie) angerichtet, wobei man etwas heißes, ungesalzenes Wasser dazugibt, um die Mischung flüssiger zu machen.“

Vermutlich geht die Methode der Pestoherstellung auf das römische Moretum, eine kräuterhaltige Käsesoße, zurück.
International bekannt wurde Pesto unter anderem durch einen 1944 veröffentlichten Artikel der New York Times, der die Paste erstmals in den US-Medien erwähnte, und ein 1946 von Angelo Pelligrini im Sunset Magazin veröffentlichtes Rezept. Später warb Frank Sinatra für das Produkt. In Europa machten vor allem die vielen italienischen Auswandererrestaurants Spaghetti al pesto bekannt.

## Pesto genovese

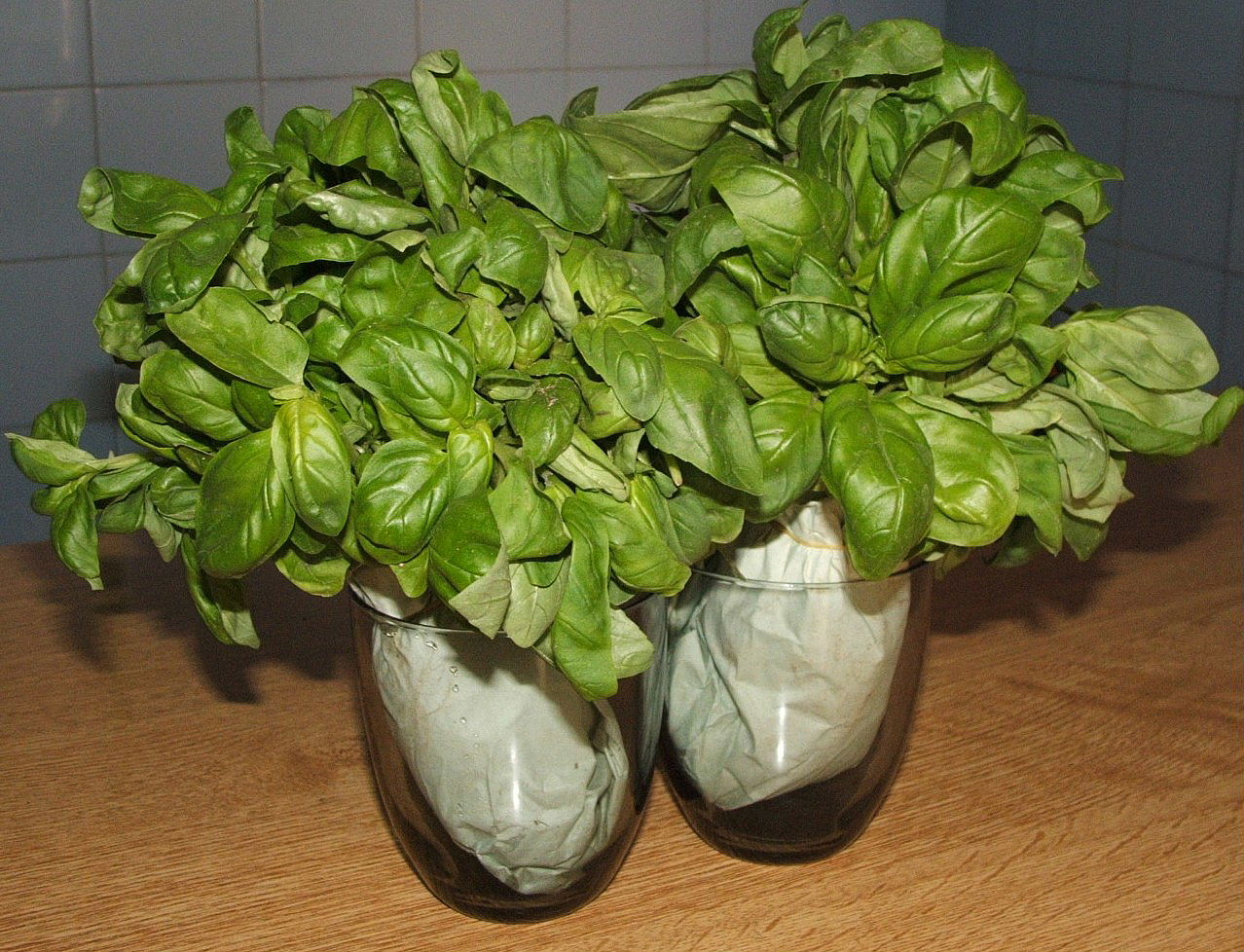
Kleinblättriger Basilico Genovese (Genueser Basilikum) DOP

Pesto genovese („Genueser Pesto“) besteht nach Angaben des Consorzio del Pesto Genovese („Konsortium Genueser Pesto“) aus Genueser Basilikum DOP, Nativem Olivenöl Extra (vorzugsweise aus der Riviera), Parmigiano Reggiano DOP (alternativ: Grana Padano), Pecorino DOP Typ fiore sardo, Pinienkernen, Knoblauch und Salz. Der Knoblauch wird mit grobem Salz in einem Mörser zu einer feinen Masse zerrieben, der anschließend unter weiterem Mörsern nacheinander die Pinienkerne, die Basilikumblätter, der Käse und das Olivenöl zugegeben werden. Eine übermäßige Hitzeentwicklung (wie durch die hohe Drehzahl eines elektrischen Gerätes) würde sich nachteilig auf das Aroma auswirken. Auch eine zügige Vorgehensweise ist wichtig, da Oxidation nachteilige Auswirkungen auf Geruch, Geschmack und Aussehen haben kann. In Ligurien wird Pesto genovese vor allem mit den Nudelsorten Trofie oder Trenette vermischt. Zusammen mit ca. 300 anderen Erzeugnissen zählt Pesto genovese zu den vom italienischen Ministerium für Landwirtschafts-, Ernährungs- und Forstpolitik anerkannten Prodotti agroalimentari tradizionali liguri („Traditionelle ligurische landwirtschaftliche Produkte“).

## Pesto alla genovese
Produkte, die nicht die Originalzutaten des Pesto genovese enthalten, werden als Pesto alla genovese („Pesto nach Genueser Art“), Pesto verde („Grüner Pesto“) oder Pesto al basilico („Basilikumpesto“) bezeichnet.

## Andere regionalePesti

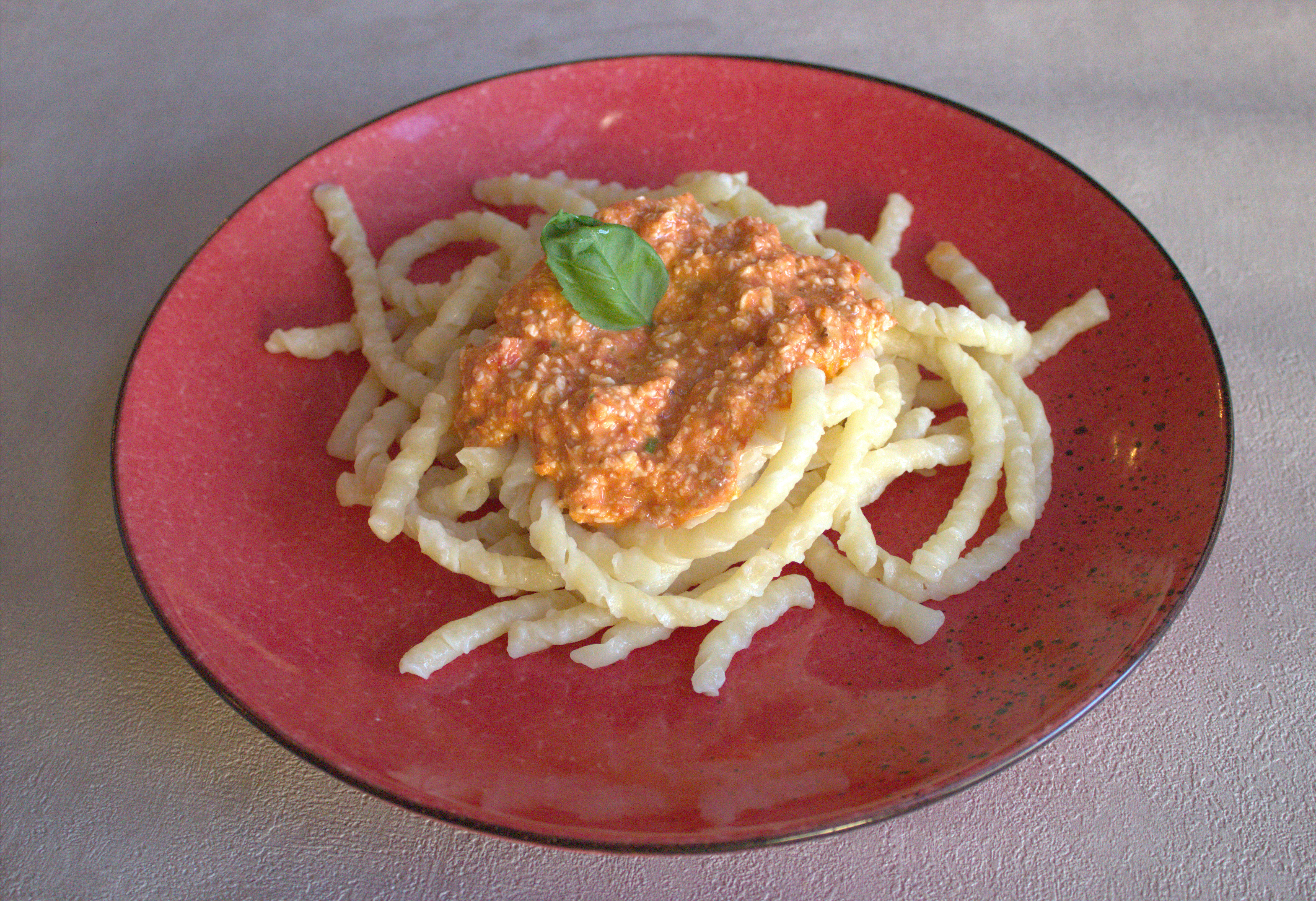
Pesto alla Trapanese

- Pesto alla siciliana (auch: pesto rosso, „roter Pesto“) und Pesto alla trapanese aus Sizilien enthält zusätzlich getrocknete Tomaten, Mandeln statt Pinienkernen und weniger Basilikum.
- Pesto alla calabrese aus Kalabrien mit u. a. Gemüsepaprika und peperoncino.
- In der französischen Provence entwickelte sich das Gericht Pistou, eine Kombination ohne die Zugabe von Pinienkernen.

## Weitere Verwendungen der Bezeichnung
Außerhalb Italiens kommt es gelegentlich vor, dass kalte Soßen Pesto genannt werden, ohne überhaupt eine einzige der ursprünglichen Zutaten zu enthalten oder auch nur traditionell zubereitet zu sein. Rucola oder Bärlauch statt Basilikum sind dann die Basis, Oliven und Pilze oder Koriander werden als Zugabe verwendet. Auch gibt es Kürbiskern-Pesto, das Kernöl enthält.
Bei vielen veganen Variationen werden Misopaste oder Hefe-Flocken verwendet, um den ohne Käse eventuell eindimensionalen Geschmack zu erweitern.
In Singapur wird eine nach Pesto-Methode hergestellte Variante der Nationalsuppe Laksa vertrieben.

## Handel
Industriell gefertigter Pesto ist pasteurisiert oder durch Konservierungsstoffe haltbar gemacht. Frisch wird es als Delikatesse vertrieben.
Pesto ist ein typisches Beispiel für Food Design. Bei der Mehrzahl der Produkte werden teure Zutaten des klassischen Rezeptes ganz oder teilweise durch billigere, ähnlich schmeckende Rohstoffe ersetzt und der renommierte Name bei teils irreführender Bebilderung trotzdem verwendet. Üblich ist der Ersatz von Basilikum durch Petersilie, von Pinienkernen durch Cashewkerne, von Parmesan oder Pecorino durch Grana Padano oder anderen Hartkäse sowie des Olivenöls durch Sonnenblumenöl oder andere Pflanzenöle. Hinzu können Kartoffelflocken oder Bohnen sowie Aromastoffe, Säuerungs- und Konservierungsmittel kommen.
2009 wählten, von der Verbraucherschutzorganisation foodwatch im Rahmen der Kampagne abgespeist aufgerufen, etwa 35.000 Konsumenten den Pesto verde der Marke Bertolli des Konzerns Unilever auf Platz 3 für den Negativpreis Goldener Windbeutel.
Das Produkt stehe für eine besonders große Diskrepanz zwischen beworbenem und tatsächlichem Inhalt, so seien bei nur 2 % Olivenöl zusätzlich etwa 40 % nicht näher deklariertes Öl verarbeitet. Die auf dem Produktetikett dargestellten Pinienkerne machten nur 2,5 % der Gesamtmenge aus, während der angestrebte Geschmack mit billigeren Cashewnüssen erreicht werde. Obwohl das Unternehmen auf seiner Website schrieb, es würde bei allen Produkten „traditionell“ auf zusätzliche Konservierungsmittel verzichten, ließ sich das Säuerungsmittel Milchsäure nachweisen.
2013 vergab Stiftung Warentest in einer Untersuchung von 30 Produkten aus dem deutschen Einzelhandel lediglich drei Mal eine gute Gesamtbewertung. Ein Produkt enthielt eine bedenkliche Menge Milchsäurebakterien, die den Geschmack übersäuern, eines war mit falschen Mengenangaben, eines grundsätzlich mangelhaft deklariert. Einmal wurden Bambusfasern entdeckt, welche weder als Lebensmittel noch als Zusatzstoff zugelassen sind. In einem als Bio-Lebensmittel ausgewiesenen Glas war der als potentiell krebserregend gewertete Stoff Anthrachinon nachweisbar. Insgesamt enthielten 80 % der Waren künstliche Aromastoffe.
2021 testete und untersuchte der Verein für Konsumenteninformation (VKI, Österreich) 13 fertige Basilikum-Pestos aus dem Glas. Viele enthielten Rückstände von Pestiziden, einige auch von Mineralölkohlenwasserstoffen.